# Halacsya sendtneri
Halacsya sendtneri är en strävbladig växtart. Halacsya sendtneri ingår i släktet Halacsya och familjen strävbladiga växter.

## Underarter
Arten delas in i följande underarter:
- H. s. devollensis
- H. s. sendtneri